# I May Destroy You - Trauma e rinascita
I May Destroy You - Trauma e rinascita (I May Destroy You) è una miniserie televisiva anglo-statunitense creata e scritta da Michaela Coel per BBC One e HBO. Coel interpreta la protagonista della serie, Arabella.

## Trama
Arabella è una star di Twitter e scrittrice londinese di genitori ghanesi, divenuta celebre come icona della generazione Y dopo la sua prima opera, Cronache di una millennial stufa. Dopo una nottata passata a bere e ballare in compagnia ha difficoltà a ricordare cosa sia successo e si ritrova con un taglio in fronte e lo schermo del telefono infranto. Aiutata dagli amici Terry e Kwame, cerca di ricostruire gli eventi della notte.

## Personaggi e interpreti

### Principali
- Arabella Essiedu, interpretata da Michaela Coel, doppiata da Alessia Amendola.
Ex star di Twitter che diventa una scrittrice emergente.
- Terry Pratchard, interpretata da Weruche Opia, doppiata da Eva Padoan.
Coinquilina, migliore amica di Arabella e attrice che fatica ad affermarsi.
- Kwame, interpretato da Paapa Essiedu, doppiato da Gabriele Vender.
Istruttore di fitness e migliore amico omosessuale di Arabella.

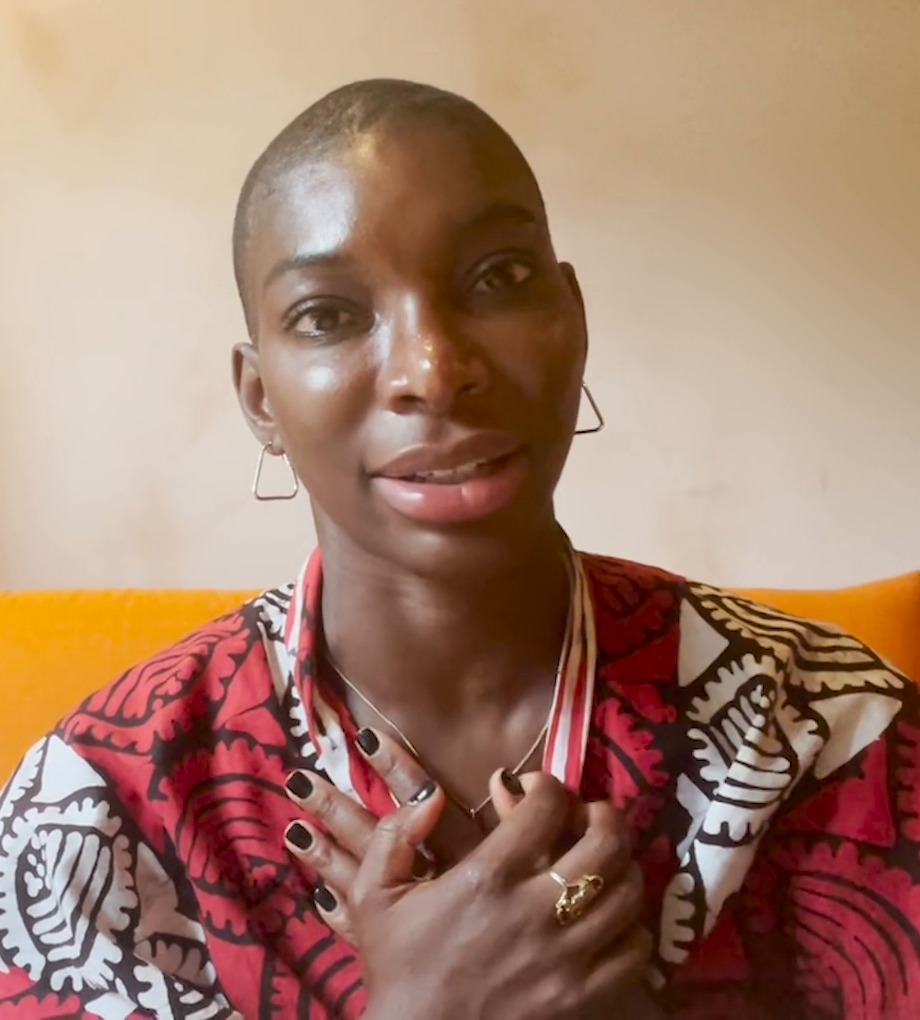
Michaela Coel
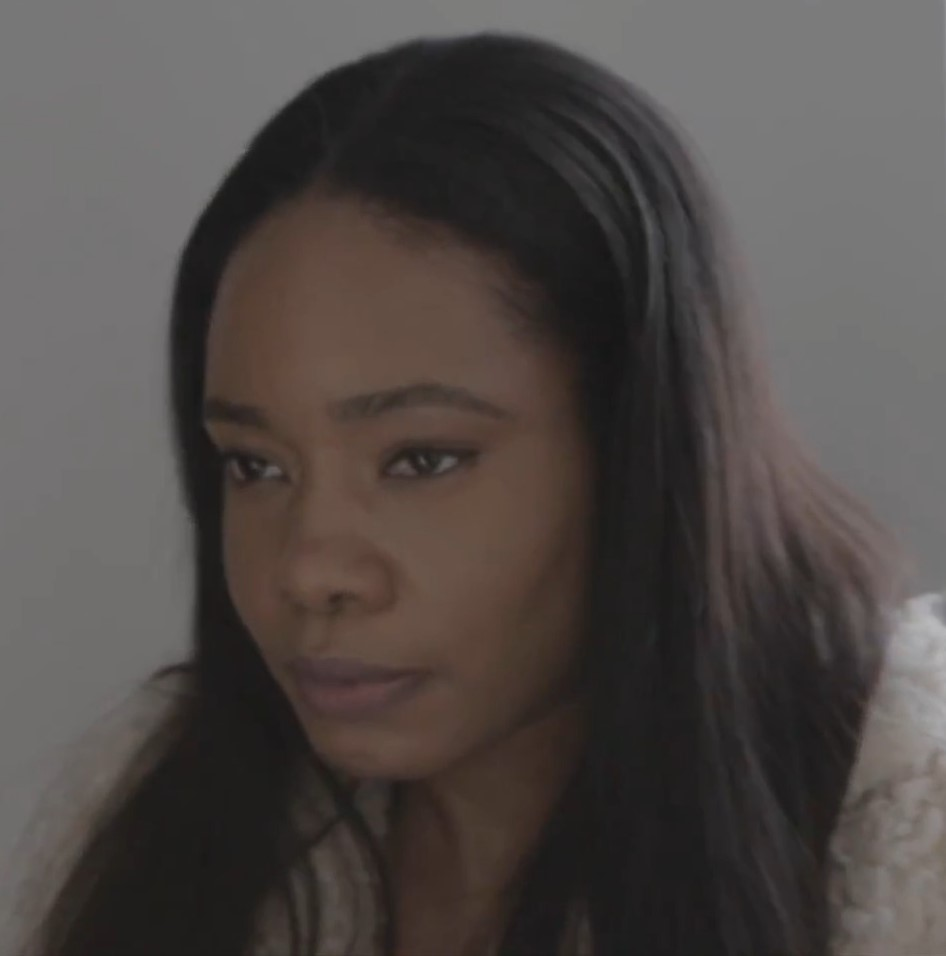
Weruche Opia
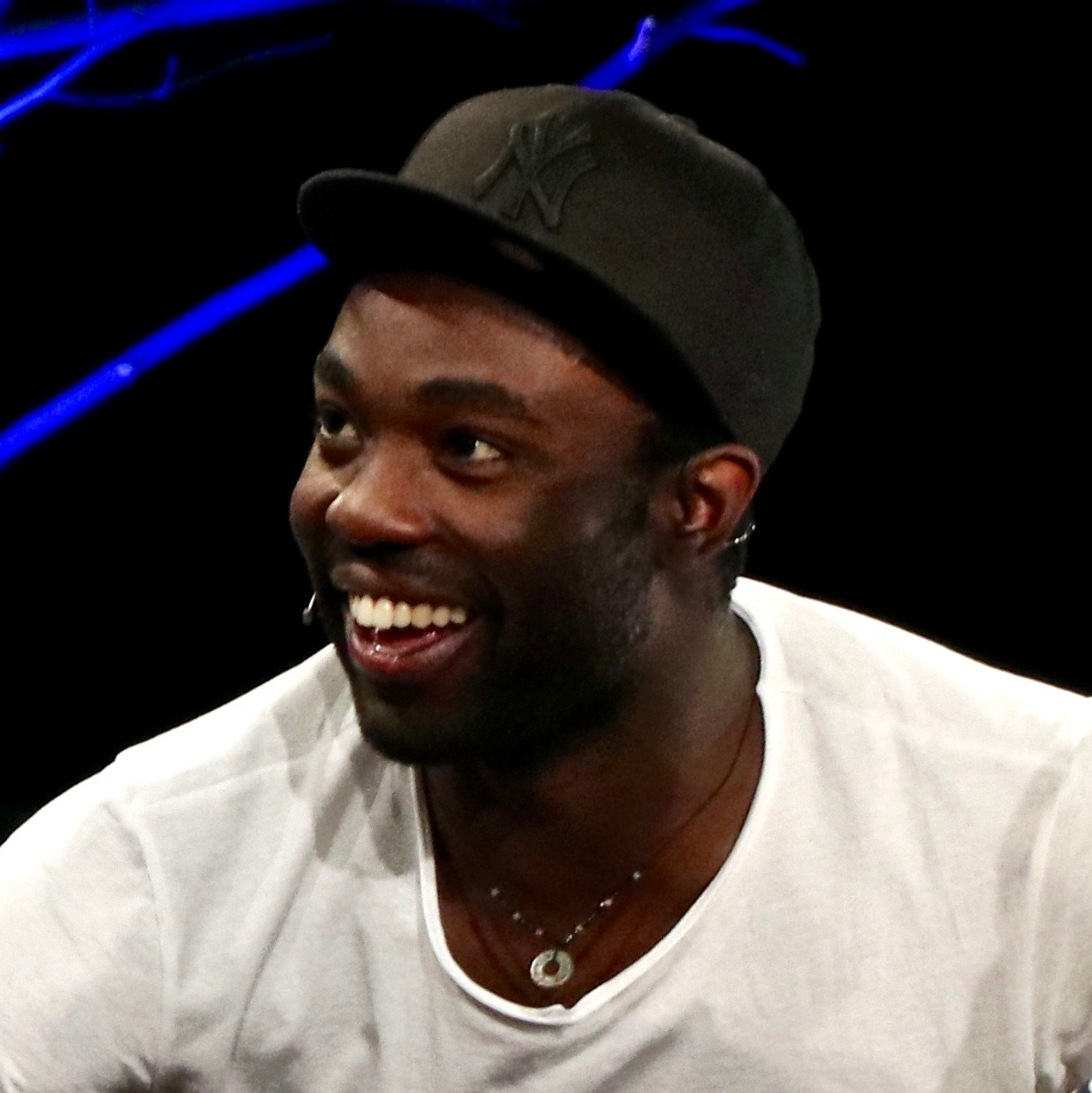
Paapa Essiedu

### Ricorrenti
- Biagio, interpretato da Marouane Zotti, doppiato da Emanuele Ruzza.
Interesse sentimentale di Arabella e spacciatore di Ostia.
- Ben, interpretato da Stephen Wight, doppiato da Francesco Pezzulli.
Coinquilino di Arabella.
- Julian, interpretato da Adam James, doppiato da Andrea Lavagnino.
Agente letterario di Arabella.
- Francine, interpretata da Natalie Walter, doppiata da Francesca Manicone.
Finanziatrice di Arabella.
- Simon, interpretato da Aml Ameen, doppiato da Raffaele Carpentieri.
Amico di Arabella che lavora come bancario nella City.
- Kat, interpretata da Lara Rossi, doppiata da Benedetta Ponticelli.
Fidanzata di Simon.
- Alissa, interpretata da Ann Akin, doppiata da Mattea Serpelloni.
Amante segreta di Simon.
- Tariq, interpretato da Chin Nyenwe, doppiato da Pierpaolo Tesoro.
Amico di David.
- David, interpretato da Lewis Reeves, doppiato da Matteo Garofalo.
- Agente Funmi, interpretata da Sarah Niles, doppiata da Barbara De Bortoli.
Agente speciale che indaga sull'aggressione sessuale subita da Arabella.
- Agente Beth, interpretata da Mariah Gale, doppiata da Alessandra Cerruti.
Collaboratrice di Funmi.
- Shirley, interpretata da Rebecca Calder, doppiata da Francesca Teresi.
Vittima di stupro che incontra Arabella in ospedale.
- Carrie, interpretata da Andi Osho, doppiata da Michela Alborghetti.
Psicologa di Arabella.
- Damon, interpretato da Fehinti Balogun, doppiato da Francesco Venditti.
Interesse amoroso di Kwame.
- Zain Tareen, interpretato da Karan Gill, doppiato da Luca Mannocci.
Scrittore e assistente di Arabella.
- Nicholas, interpretato da Tobi King Bakare, doppiato da Alberto Franco.
Fratello di Arabella.
- Sion, interpretata da Ellie James, doppiata da Valentina Stredini.
Assistente di Susy.
- Susy Henny, interpretata da Franc Ashman, doppiata da Francesca Fiorentini.
Editrice di Arabella.
- Theodora Leigh Daniels, interpretata da Harriet Webb (adulta) e da Gaby French (adolescente), doppiata da Chiara Gioncardi (adulta) e da Chiara Fabiano (adolescente).
Ex compagna di scuola di Arabella che crea un gruppo di supporto contro gli abusi.
- Loretta, interpretata da Shalisha James-Davis, doppiata da Anna Laviola.
Membro del gruppo di supporto di Theodora.
- Arabella Essiedu (adolescente), interpretata da Danielle Vitalis, doppiata da Luna Iansante.
- Terry Pratchard (adolescente), interpretata da Lauren-Joy Williams, doppiata da Arianna Vignoli.
- Nilufer, interpretata da Pearl Chanda, doppiata da Federica Simonelli.
Primo incontro femminile di Kwame.
- Tyrone, interpretato da Gershwyn Eustache Junior, doppiato da Francesco Fabbri.
Uno degli incontri di Kwame.
- Kai, interpretato da Tyler Luke Cunningham, doppiato da Massimo Costantini.
Interesse amoroso di Terry.

## Produzione
Commissionata da BBC Television e HBO Entertainment, la serie è stata creata da Michaela Coel, che è anche protagonista, sceneggiatrice, produttrice esecutiva e co-regista di alcuni episodi. Le riprese sono avvenute principalmente a Londra. Alcune scene sono state girate in Italia, a Ostia, col supporto di Wildside.

## Distribuzione
La miniserie ha debuttato il 7 giugno 2020 sul canale HBO negli Stati Uniti e il giorno successivo su BBC One nel Regno Unito. A partire dalla seconda puntata, BBC One ha trasmesso la serie prima di HBO. In Italia è stata trasmessa dal 20 al 27 settembre 2022 su Sky Atlantic.

## Accoglienza
Sull'aggregatore di recensioni Rotten Tomatoes la miniserie ottiene il 98% delle recensioni professionali positive, con un voto medio di 8,50 su 10 basato su 94 critiche, mentre su Metacritic ha un punteggio di 86 su 100 basato su 27 recensioni.

## Riconoscimenti
- 2021 – British Academy Television Awards[6]
  - Miglior miniserie
  - Candidatura per il miglior attore a Paapa Essiedu
  - Miglior attrice a Michaela Coel
  - Candidatura per la miglior attrice non protagonista a Weruche Opia
  - Miglior regista in una fiction a Michaela Coel e Sam Miller
  - Miglior montaggio in una fiction
  - Candidatura per il miglior trucco e acconciatura a Bethany Swan
  - Miglior sceneggiatura in una serie drammatica a Michaela Coel
- 2021 – Critics' Choice Television Awards[7]
  - Candidatura per la miglior miniserie
  - Candidatura per la miglior attrice protagonista in una miniserie o film per la televisione a Michaela Coel
- 2021 – Premio Emmy[8]
  - Candidatura per la miglior miniserie o serie antologica a Michaela Coel, Phil Clarke, Roberto Troni, Simon Meyers e Simon Maloney
  - Candidatura per il miglior attore non protagonista in una miniserie, serie antologica o film TV a Paapa Essiedu per È stato divertente
  - Candidatura per la miglior regia per una miniserie, serie antologica o film TV a Sam Miller e Michaela Coel per Ego Death e Sam Miller per Occhi occhi occhi occhi
  - Miglior sceneggiatura per una miniserie, serie antologica o film TV a Michaela Coel
  - Candidatura per il miglior casting per una miniserie, serie antologica o film TV a Julie Harkin
  - Candidatura per i migliori costumi a Lynsey Moore, Rosie Lack e Debbie Roberts per Social Media is a Great Way to Connect
  - Miglior supervisione musicale a Ciara Elwis and Matt Biffa per Ego Death